# Jekatierina Grigorjewa
Jekatierina Grigorjewa (ros. Екатерина Григорьева, z domu Leszczowa [Лещёва]; ur. 21 kwietnia 1974 w Wołgogradzie) – rosyjska lekkoatletka specjalizująca się w biegach sprinterskich, uczestniczka letnich igrzysk olimpijskich w Atlancie (1996).
W 2001 została ukarana dwuletnią dyskwalifikacją za stosowanie niedozwolonych środków dopingujących.

## Sukcesy sportowe
- sześciokrotna mistrzyni Rosji – czterokrotnie w biegu na 100 m (1995, 1997, 2001, 2005) oraz dwukrotnie w biegu na 200 m (1997, 2001)[1]
- dwukrotna halowa mistrzyni Rosji – w biegu na 100 m (2005) oraz w biegu na 200 m (1995)[2]

| Rok  | Miasto        | Zawody                              | Konkurencja                      | Wynik                     |
| ---- | ------------- | ----------------------------------- | -------------------------------- | ------------------------- |
| 1993 | San Sebastián | Mistrzostwa Europy juniorów         | sztafeta 4 × 400 m               | srebrny medal             |
| 1995 | Rzym          | Światowe wojskowe igrzyska sportowe | bieg na 100 m                    | złoty medal               |
| 1996 | Atlanta       | Igrzyska olimpijskie                | sztafeta 4 × 100 m               | 4. miejsce                |
| 1997 | Paryż         | Halowe mistrzostwa świata           | bieg na 200 m                    | 5. miejsce                |
| 1997 | Katania       | Letnia uniwersjada                  | bieg na 200 m                    | złoty medal               |
| 1997 | Ateny         | Mistrzostwa świata                  | bieg na 200 m sztafeta 4 × 100 m | 4. miejsce 5. miejsce     |
| 1998 | Nowy Jork     | Igrzyska Dobrej Woli                | sztafeta 4 × 100 m bieg na 200 m | brązowy medal 8. miejsce  |
| 2000 | Gandawa       | Halowe mistrzostwa Europy           | bieg na 200 m                    | brązowy medal             |
| 2006 | Göteborg      | Mistrzostwa Europy                  | sztafeta 4 × 100 m bieg na 100 m | złoty medal srebrny medal |
| 2007 | Osaka         | Mistrzostwa świata                  | sztafeta 4 × 100 m               | 4. miejsce                |

## Rekordy życiowe
- bieg na 100 metrów – 11,13 – Moskwa 08/06/1998
- bieg na 200 metrów – 22,47 – Ateny 06/08/1997
- bieg na 50 metrów (hala) – 6,13 – Moskwa 04/02/1994
- bieg na 60 metrów (hala) – 7,05 – Wołgograd 24/02/1995
- bieg na 200 metrów (hala) – 23,00 – Paryż 07/03/1997